# Сан Бернардо-Лавија (Ђенова)
Сан Бернардо-Лавија је насеље у Италији у округу Ђенова, региону Лигурија.
Према процени из 2011. у насељу је живело 160 становника. Насеље се налази на надморској висини од 329 м.